# Агенција за аграрна плаћања
Агенција за аграрна плаћања је републичка управна организација унутар Министарства пољопривреде, шумарства и водопривреде. Агенција за аграрна плаћања је основана Законом о републичкој управи као управна организација 7. септембра 2010. године, док је почела са радом 1. октобра исте године.
Агенцијом за аграрна плаћања управља директор, а тренутни вршилац дужности је Душан Марковић.

## Надлежности
Агенција за аграрна плаћања обавља стручне и друге послове, који се односе на:
- успостављање јединственог система за сва аграрна плаћања
- успостављање интегрисаног система контроле свих плаћања
- успостављање сопственог рачуноводственог система
- обезбјеђење транспарентности свих мјера подршке и исплата
- усклађивање процедура у вези са аграрним плаћањима са процедурама и правилима Европске уније, што подразумијева трошење домаћих средстава, али и средстава од међународних финансијских институција
- успостављање система увезивања са регистрима и другим евиденцијама које се воде у Министарству пољопривреде, шумарства и водопривреде
  - стварање техничког оквира за примјену система јединственог броја и система одлагања података
  - сарадњу са другим органима и организацијама у вези са размјеном процедура и података
- евидентирање и рачунску обраду захтјева
- исплату захтјева корисницима по основу оствареног права на подстицајна средства
- чување и архивирање свих докумената
- вођење евиденције о додијељеним подстицајним средствима, мониторинг и достављање извјештаја и анализа Министарству
- оспособљавање кадрова да би се осигурала јединствена примјена процедура и квалитетно спровођење мјера
- обављање и других послова у складу са законом и другим прописима